# John Strong Newberry

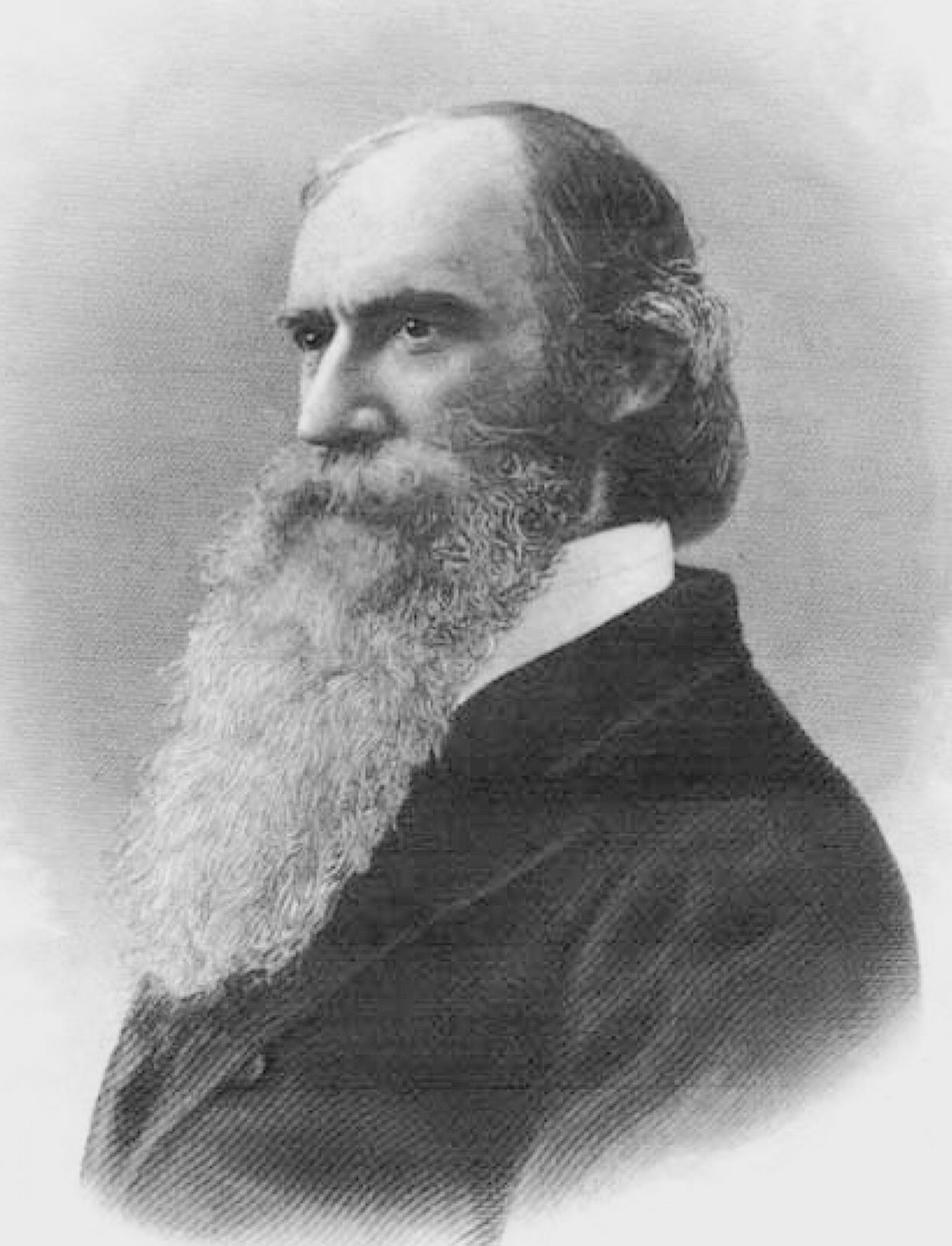

John Strong Newberry (* 22. Dezember 1822 in Windsor, Connecticut; † 7. Dezember 1892 in New Haven, Connecticut) war ein US-amerikanischer Arzt, Geologe, Paläontologe, Botaniker und Forschungsreisender. Sein offizielles botanisches Autorenkürzel lautet „Newb.“

## Leben
Newberry studierte an der Case Western Reserve University mit dem Abschluss 1846 und an der Cleveland Medical School mit dem Abschluss (M. D.) 1848. Danach war er zwei Jahre zu Studienzwecken in Paris (wo er bei dem Botaniker Adolphe Brongniart studierte), bevor er sich als Arzt in Cleveland niederließ. Sein Interesse an Paläobotanik war früh durch das Sammeln von Fossilien in den Kohlegruben seines Vaters erwacht und sein wissenschaftliches Interesse durch die Bekanntschaft mit James Hall.
Er nahm als Geologe und Arzt an mehreren Expeditionen in den amerikanischen Westen teil: 1855 an der Expedition des Kriegsministeriums zur Erkundung des Gebietes nördlich San Francisco bis zum Columbia River in Oregon (wo eine Eisenbahnlinie gebaut werden sollte), 1857/58 an einer Expedition zur Erkundung des Colorado River und 1859 an einer Expedition unter Leutnant J. C. Ives in den Südwesten von Colorado, nach Utah, Arizona und New Mexico. Möglicherweise war er damals der erste Geologe, der den Grand Canyon erkundete. Er veröffentlichte seine Beobachtungen in Geologie, Botanik und Zoologie jeweils in den Abschlussberichten der Expeditionen.
1857 wurde er Professor an der George Washington University (Columbian University). Im Sezessionskrieg war er ab 1861 ein wichtiges Mitglied und Organisator von Ausstattung für Feldkrankenhäuser in der Sanitätskommission der Nordstaaten, insbesondere war er im Mississippi-Gebiet auf dem westlichen Kriegsschauplatz zuständig.
Nach Ende des Krieges wurde er 1866 Professor für Geologie und Paläontologie an der Columbia University (School of Mines), deren Museum er mit seiner eigenen umfangreichen Sammlung begründete. Außerdem war er ab 1869 Direktor des Ohio Geological Survey (Staatsgeologe von Ohio), wobei er in dieser Zeit vier Bände der Geology of Ohio herausgab (und dort unter anderem über Pflanzen-Fossilien aus Kohlelagerstätten berichtete) und er war Mitglied des Illinois Geological Survey. 1884 wurde er Paläontologe des US Geological Survey.
Er war 1867 Präsident der American Association for the Advancement of Science und 1867 bis 1891 der New York Academy of Sciences. Er war einer der Juroren auf der Weltausstellung in Philadelphia 1876.  Er war 1891 Präsident und Organisator des International Geological Congress in Washington D.C. und 1888 Mitgründer der Geological Society of America. 1888 erhielt er die Murchison Medal. 1863 war er einer der 50 Gründungsmitglieder der National Academy of Sciences und wurde 1887 auch in die American Academy of Arts and Sciences aufgenommen.
Als Paläontologe arbeitete er unter anderem über fossile Fische (Trias, Paläozoikum) und als Botaniker katalogisierte er die Blütenpflanzen und Farne in Ohio und veröffentlichte über Paläobotanik (besonders Trias, Kreide, Tertiär). Er erstbeschrieb Dinichthys (ein großer Placodermi aus dem Devon von Ohio).

## Ehrungen
Der Newberry-Vulkan in Oregon ist nach ihm benannt. Auch die Pflanzengattung Newberrya Torr. aus der Familie der Heidekrautgewächse (Ericaceae) ist nach ihm benannt.

## Schriften
- The Structure and Relations of Dinichthys, 1875
- The Origin and Classification of Ore Deposits, 1880
- Report on the Fossil Fishes Collected on the Illinois Geological Survey, 1886
- Fossil Fishes and Fossil Plants of the Triassic Rocks of New Jersey and the Connecticut Valley, 1888
- Paleozoic Fishes of North America, 1889
- Later Extinct Floras, 1898